# Along with the Gods: The Last 49 Days
Along with the Gods: The Last 49 Days ist ein Fantasy-Abenteuerfilm des südkoreanischen Regisseurs Kim Yong-hwa aus dem Jahr 2018. Der Film setzt die Handlung des Vorgängers Along with the Gods: The Two Worlds (2017) fort.

## Handlung
Gangnim möchte von König Yeomna erfahren, warum er ihn testete. Außerdem will er Kim Su-hong zur Wiedergeburt verhelfen, obwohl er zu einem rachsüchtigen Geist wurde. Er will beweisen, dass sein Tod nicht nur ein Unfall war. König Yeomna stimmt zu, allerdings würden Gangnim, Haewonmaek und Deok-chun alle ihre Wächterprivilegien verlieren, sollte er es nicht beweisen können. Außerdem sollen sie innerhalb der 49 Tage Heo Chun-sam ins Totenreich holen, da seine Zeit bereits abgelaufen sei. Dieser würde aber durch einen Hausgeist beschützt, weshalb Yeomnas Sensenmänner ihn nicht holen können. Gangnim kümmert sich in der Unterwelt um Su-hong während Deok-chun und Haewonmaek sich aufmachen, Heo Chun-sam zu holen.
Der Hausgott Seongjunsin beschützt Heo Chun-sam vor dem Tod aufgrund seines Enkels Hyeon-dong, der sonst niemanden hat. Haewonmaek kann nichts gegen ihn ausrichten. Allerdings können sie aushandeln, dass sie Heo Chun-sam im Folgemonat, wenn Hyeon-dong eingeschult wird, holen können, in 40 Tagen. Außerdem erfahren Deok-chun und Haewonmaek, dass Seongjunsin ihr Schutzwächter war, als sie vor einem Jahrtausend verstorben sind. Er ist verblüfft, dass Yeomna ihnen das Gedächtnis genommen hat. Während die drei beratschlagen, was mit dem Jungen passieren soll, erzählt Seongjunsin ihnen von ihrer Vergangenheit, nachdem sie Seongjunsin einen großen Gefallen tun.
Haewonmaek war der größte Krieger des Königreichs Goryeo und bekannt als Hayan Salk („weißer Bengale“). Er konnte zahlreiche Schlachten gegen die Jurchen gewinnen. Deok-chun gehörte zum Volk der Jurchen. Bei einem Angriff der Krieger Goryeos auf ihr Dorf, flüchtete sie mit den Kindern in ein Gebirge. Haewonmaek begegnete ihr eines Tages in einem Wald und beschützte sie vor einem Tiger. Er ließ sich von ihr zu den anderen Kindern bringen und schützte sie. Eines Tages erzählte Deok-chun ihm, dass ein als Hayan Salk bekannter Krieger seine Eltern getötet haben soll. Er erzählt ihr zu keiner Zeit, dass er dieser Krieger war. Stattdessen tut er alles für das Wohlergehen des kleinen Bergdorfs aufgrund seiner Schuldgefühle. Dadurch vernachlässigt er jedoch seine Pflichten für sein Königreich.
Gangnim hat mit Yeomna ausgehandelt, dass Su-hong nur durch zwei Höllen muss. Auf dem Weg dorthin fragt Su-hong ihn nach seiner Geschichte aus. Anders als Haewonmaek und Deok-chun wurde ihm sein Gedächtnis nicht genommen. Auch er lebte vor einem Jahrtausend und war der Sohn eines Generals der Goryeo-Dynastie. Nach siegreichen Schlachten hat sein Vater die verbleibenden Feinde stets verschont. Etwas das Gangnim nicht verstehen konnte. Eines Tages stoßen sie auf einen Jungen vom Volk der Kitan. Er hat beide Eltern verloren. König Gang Mun-jik nimmt ihn bei sich als Sohn auf und wird dadurch Gangnims Bruder. Wenn beide miteinander trainieren verteidigt er stets. Bald ist er Gangnim mindestens ebenbürtig. Doch anders als Gangnim verinnerlicht er die rechtschaffene Philosophie des Königs.
In der aktuellen Zeit beantragt Gangnim erneut eine kombinierte Verhandlung in der Hölle des Mordes und lädt König Yeomna und Leutnant Park aus einem Traum als Zeugen. Gangnim weiß, dass Leutnant Park wusste, dass Su-hong noch lebte, als sie ihm begraben haben, da sie sahen, wie sich seine Finger bewegten. Um ihn zu überzeugen, dass ein Geständnis und die Bitte um Vergebung die beste Wahl seien, erzählt Gangnim aus seiner Vergangenheit. Vor einem Jahrtausend habe er seinen rechtschaffenen Bruder und das Mädchen, das dieser schützen wollte, ermordet. Als Strafe für seine Tat nahm Yeomna das Gedächtnis von Haewonmaek und Deok-chun, erhielt aber Gangnims. Würde er es schaffen, mit den beiden 49 Seelen zur Wiedergeburt zu verhelfen, würde er auch wiedergeboren werden und sein Gedächtnis verlieren. Es sei eine Qual, jeden Tag für tausend Jahre mit Schuldgefühlen zu leben. Doch noch viel schlimmer sei, dass er seinen Vater nicht mehr um Verzeihung bitten könne. Vor einem Jahrtausend wurde sein Vater auf dem Schlachtfeld für tot gehalten. Doch Gangnim sah, wie sich seine Finger bewegten. Er tat aber nichts, da er fürchtete, seine Position gegenüber seinem adoptierten Bruder zu verlieren. Als er es sich anders überlegt, ist sein Vater bereits verstorben.
Leutnant Park gesteht darauf sein Verbrechen. Su-hong wird die Wiedergeburt gewährt. Gangnim muss nun noch die Seele von Heo Chun-sam in die Unterwelt bringen. Deok-chun und Haewonmaek, die die ganze Verhandlung von einem Hügel aus heimlich gelauscht haben, werden von Yeomna erkannt und kehren in die Welt der Lebenden zurück. Doch auch zu dritt sind sie skeptisch, Heo Chun-sam zu holen, aufgrund des Jungens. Gangnim meint, es sei noch Zeit. Derweil wartet Won Dong-yeon vor dem Tor zum Jenseits.
Der Film endet mit einem Rückblick als Gangnims Vater verstirbt. Yeomna bietet ihm an, der neue König der Unterwelt zu werden, da er das Amt bereits für 1000 Jahre innehatte. Gang Mun-jik nimmt an, möchte aber die Gestalt des vorherigen Yeomna annehmen.

## Rezeption
Der Film lief am 1. August 2018 in den südkoreanischen Kinos an und verzeichnete über 12,2 Millionen Zuschauer.
Nach Jason Bechervaise von der Filmzeitschrift Screen sei das Drehbuch zu lang geraten. Die vielen Figuren und Nebenhandlungen machen es schwierig, dass eine daraus hervorsticht. Der Film nutze die Formel des Vorgängers und biete wenig Neues. Die Schauspieler seien für ihre Rollen gut gewählt, doch Ma Dong-seok sei es, der für die Lacher sorge. James Marsh von der South China Morning Post und Elizabeth Kerr vom Hollywood Reporter schließen sich der Kritik an: The Last 49 Days sei wie der Vorgänger, nur „mehr“ aber nicht besser. Insbesondere die Dinosaurier-Szene sei nur, damit Dexter Studios einen CGI-T-Rex erschaffen kann. Positiv sei, dass nicht mehr jede Hölle gezeigt wurde und Ma als Hausgott. Adeline Tan von The New Paper zieht ein besseres Fazit und vergibt 3,5 von Sternen. Der Film enttäusche als Nachfolger nicht, es gebe neue Hürden und mehr Humor. Technisch sei der Film ein Fest. Einzig die komplexe Handlung und der häufige Szenenwechsel seien verwirrend.
Pierce Conran bemängelt die wenigen weiblichen Rollen. Gab es im Vorgänger noch Göttinnen der Hölle, wurden die von diesen regierten Höllen hier übersprungen. So verbleibt Kim Hyang-gi als Deok-chun fast als einzige Frau. Für Shim Sun-ah von Yonhap ist The Last 49 Days eine solide Fortsetzung, mit exzellenter CGI und guter Handlung, dessen Erfolg vorprogrammiert sei.

## Auszeichnungen
Daejong-Filmpreis 2018
- Auszeichnung in der Kategorie Beste Technik für Jin Jong-hyun